# NGC 1680
NGC 1680 je galaksija u zviježđu Slikarskom stalku.

## Vanjske poveznice
- SEDS: NGC 1680